# 501 př. n. l.

## Události
- Konfucius jmenován guvernérem Chung-tu.

## Hlava státu
- Perská říše – Dareios I. (522–486 př. n. l.)
- Egypt – Dareios I. (522–486 př. n. l.)
- Sparta – Kleomenés I. (520–490 př. n. l.)
- Kartágo – Hamilcar I. (510–480 př. n. l.)